# Hypocrea atrogelatinosa
Hypocrea atrogelatinosa är en svampart som beskrevs av Dingley 1956. Hypocrea atrogelatinosa ingår i släktet svampdynor och familjen Hypocreaceae.   Inga underarter finns listade i Catalogue of Life.